# یو شکارچی
یو شکارچی یک ستاره است که در صورت فلکی شکارچی قرار دارد.